# Boulevard des Filles-du-Calvaire
Il boulevard des Filles du Calvaire è uno dei Grands Boulevards  di Parigi. Si trova sull'antica sede dei bastioni eretti da Carlo V di Francia a protezione di Parigi ed abbattuti per farne boulevard nel 1670. Si estende nel III e  nell'XI arrondissement di Parigi, tra il boulevard du Temple (Place Pasdeloup) e il boulevard Beaumarchais (incroci con  rue du Pont-aux-Choux e rue Saint-Sébastien). Ha una lunghezza di 210 m ed una larghezza di 36,2 m.  
Il boulevard è servito dalle stazioni della Metropolitana di Parigi Filles du Calvaire (alla congiunzione con il boulevard du Temple) e  Saint-Sébastien – Froissart (alla congiunzione con il boulevard Beaumarchais).
L'alberatura del viale è costituita da platani.

## Storia
Era parte del boulevard de la Porte-Saint-Antoine prima di prendere il nome della vicina rue des Filles-du-Calvaire.
Le filles du Calvaire (o Benedettine di Nostra Signora del Calvario) sono una congregazione religiosa femminile appartenente alla famiglia benedettina, fondata nel  1617 da Antonietta d'Orléans-Longueville, cugina di secondo grado del re di Francia Enrico IV,  e dal riformatore cappuccino padre Giuseppe da Parigi